# Io (hold)
Az Io (görög Ἰώ) a Jupiter egyik holdja, a legbelső a négy Galilei-hold közül. Látszólagos fényessége 5 magnitúdó, ezért távcsővel könnyű megfigyelni.
Az Iót a Jupiter másik három legnagyobb holdjával együtt 1610-ben Galileo Galilei nem sokkal azután fedezte fel, hogy elkészítette első távcsövét.
Különlegessége a nagyon erős vulkanizmus, amely a Naprendszer más égitestjeire nem jellemző. Ole Rømer a fénysebességet az Io mozgása alapján határozta meg. Eltéréseket figyelt meg az Io periódusidejében, és az eltérésekből határozta meg a fénysebességet.

## Felfedezése
Az Io felfedezését az olasz tudósnak, Galileo Galileinek tulajdonítják, aki 1610-ben egyszerű távcsövét a Jupiterre irányította. A négy nagy Jupiter-holdat – az Iót, Europát, Ganymedest ill. Callistót – Galilei-holdaknak is nevezik. E holdak olyan fényesek, hogy már egy binokulárral vagy kisebb távcsővel is megfigyelhetők.
A német Simon Marius az 1614-ben megjelent Mundus Jovialis című könyvében a felfedezést magának tulajdonította, állítva, hogy ő már néhány nappal Galilei előtt felfedezte a holdakat. Galilei ezt kétségbe vonta, és Marius munkáját egyszerűen plágiumnak titulálta. A mai tudásunk alapján azonban nem kizárható, hogy a holdakat Marius Galileitől függetlenül felfedezte; a holdak elnevezése mindenesetre tőle származik.
Nevét a görög mitológia egyik alakjáról, Ióról kapta, aki Zeusz (római nevén Iuppiter, bár Iuppiterhez a merev erkölcsű Rómában nem kapcsolódtak a göröghöz hasonló csábító mítoszok) egyik szeretője volt. Bár Simon Marius az Io nevet már röviddel a felfedezés után javasolta, ez sokáig nem volt használatos, és csak a 20. század közepén terjedt el. A Jupiter körül elsőként felfedezett négy holdat korábban római számokkal jelölték Galilei munkái nyomán, így az Io a Jupiter I nevet viselte.

## Keringési pálya

Animáció az Io, az Europa és a Ganymedes pályarezonanciájáról

Az Io 1 nap 18 óra és 27,6 perc alatt kerüli meg a Jupitert, tőle 421 600 km közepes távolságra. A keringési pálya excentricitása 0,004. A hold pályasíkja 0,05°-os szöget zár be a Jupiter egyenlítői síkjával; keringési ideje a hozzá képest külső szomszéd holdakkal 1 : 2, ill. 1 : 4 pályarezonanciában áll, azaz míg az Io négy keringést végez, addig az Europa kétszer, a Ganymedes egyszer kerüli meg a Jupitert.
A Holdhoz hasonlóan az Iónak is kötött keringése van a Jupiter körül, vagyis mindig ugyanazt a felét tartja a bolygó irányába.

## Szerkezet és fizikai adatok
Az Io közepes átmérője 3653,2 km, míg átlagos sűrűsége viszonylag magas, 3,56 g/cm³. A többi Galilei-holddal ellentétben az Ión nem található víz. Ennek oka az lehet, hogy a Jupiter kialakulásának korai időszakában a magas hőmérséklet miatt a víz és más illékony anyagok eltűntek a legbelső holdról.
Albedójának értéke 0,61, ami azt jelenti, hogy felszíne a beérkező napfény 61 százalékát veri vissza.
Átlaghőmérséklete -150 °C.

### Felszín

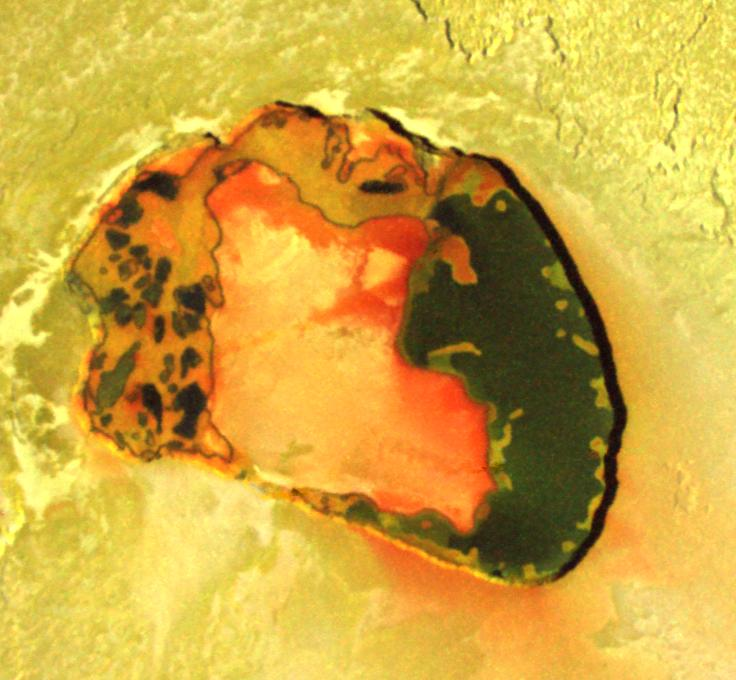
A Tupan Patera, egy 75 km átmérőjű vulkanikus nyílás a holdon, amely olvadt ként tartalmaz

Az Io az egyetlen hold a Naprendszerben, amely működő vulkánokkal rendelkezik. Felszíne kinézetben különbözik a Naprendszer többi szilárd égitestétől, mert szinte teljesen hiányoznak a meteoritbecsapódások következtében létrejött kráterek. A hold felszínén számos hegység található, amelyek átlagosan 4–6 km magasságúak.
Felszíne változatos. Megtalálható itt néhány kilométer mélységű völgy, olvadt kéntó, néhány száz kilométer hosszúságú lávafolyam és intenzív vulkáni aktivitás. A lávafolyamok olvadt szilikátokból is állhatnak. A Hubble űrtávcső legújabb megfigyelései szerint az anyag gazdag lehet nátriumban. A kén és annak vegyületei különleges színekben tüntetik fel a holdat. Az Io legforróbb részei elérhetik a 2300 °C-ot, ezek miatt az Io sok hőt veszít.
A felszín gyorsan változik, a Voyager és a 20 évvel korábbi Galileo űrszonda képei közötti különbség bizonyítja, hogy már ilyen rövid idő alatt is jelentős változás ment végbe.

### Vulkanizmus

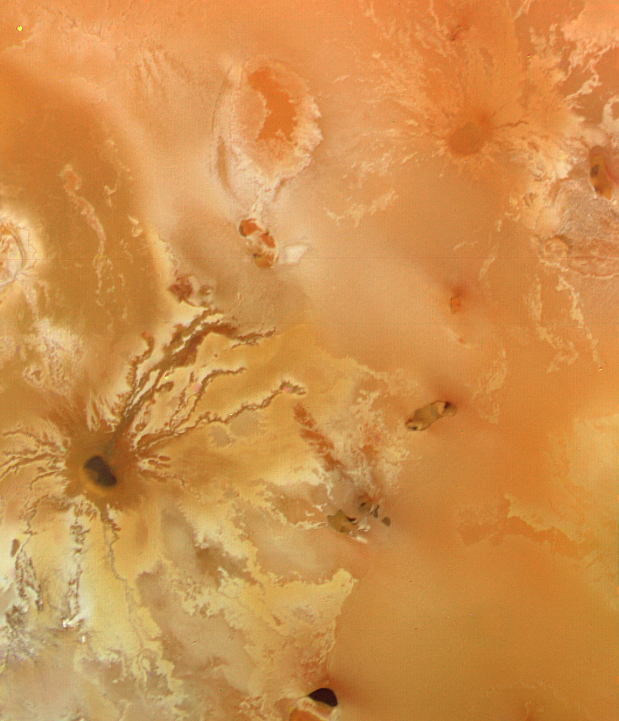
A Voyager 1 képfelvétele egy vulkánról

A hold erős vulkáni aktivitással rendelkezik. Az alacsony gravitációnak köszönhetően az akár 1 km/s sebességgel kilövellő vulkáni hamu egészen 300 km magasságig feljut. Ez azt bizonyítja, hogy nem a Föld az egyetlen égitest, amelynek aktív belső szerkezete van. A Voyager felvételek alapján megállapították, hogy a lávafolyamok főleg a kén különböző vegyületeiből állnak.
Ennek az aktivitásnak a fenntartására szükséges energia az Io, a Jupiter és két hold, a Ganymedes és az Europa közötti interakcióból származik. Az így létrejövő árapályerő 6000-szer erősebb, mint amit a Hold okoz a Földön. A három hold pályája egymással szinkronban van.
A legjelentősebb vulkáni hegységek közé tartozik a Culann Patera, a Tupan Patera, a Pa Patera és a Loki Patera, további jelentős vulkán a Marduk Patera, a Pele Patera, vagy a Prometheus.
Az Io forró, kitörő vulkánjainak hőmérséklete akár 1300 C° is lehet.

### Belső szerkezete
A külső Naprendszer jeges holdjaival ellentétben az Io felépítése hasonlít a Föld-jellegű bolygókéhoz, mivel jórészt szilikátalapú kőzetekből áll. A Galileo űrszonda adatai arra engednek következtetni, hogy az Io legalább 900 km átmérőjű magja vasból, esetleg részben vas(II)-szulfidból áll.

## Mágneses tér

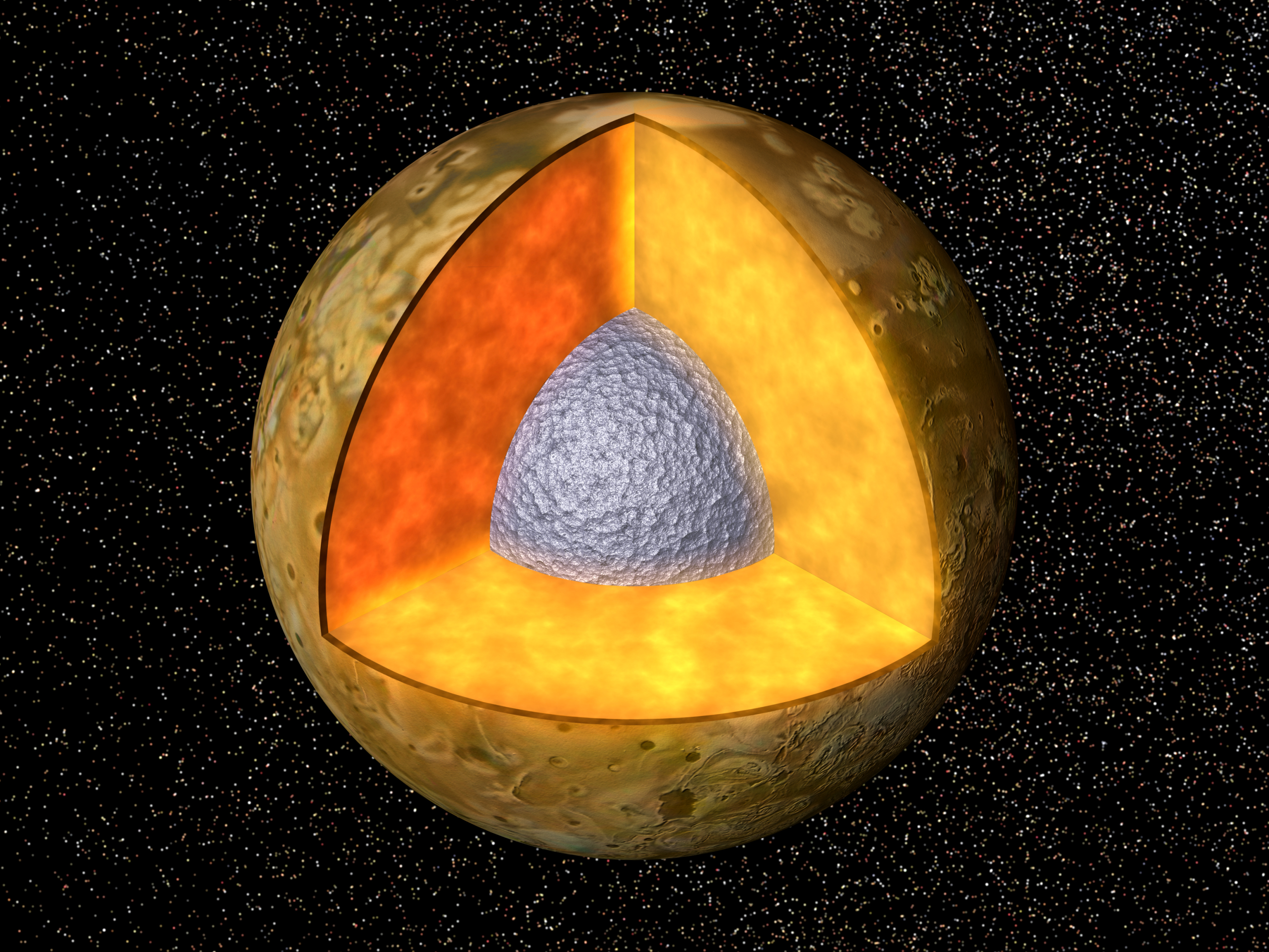
Az Io belső felépítése

A Jupiter erős mágneses terének hatására gyenge mágneses tér alakul ki az Io körül. A legutóbbi mérések szerint az Io saját mágneses térrel is rendelkezik. Ennek következtében az Io légkörének felső részében lévő atomok ionizálódnak és kilökődnek a világűrbe. Az Io ennek következtében több tonnát veszít tömegéből másodpercenként. 
Az űrbe kerülő molekulák hamarosan elveszítik elektronjaikat és ionizálttá (vagyis elektromosan töltötté) válnak, és a Jupiter mágneses terének csapdájába esnek. Ezek az ionok alkotják a Jupiter körül az ún. Io-gyűrűt (vagy Io-tóruszt). A tudósok úgy találták, hogy az Io jelenléte erősíti a Jupiter felől érkező dekaméteres rádiójeleket. Ahogy az Io kering a Jupiter körül, bizonyos pozíciókban erősebb jeleket észleltek.
Minthogy elektronok vannak a Jupiter mágneses terében, az Io vékony atmoszférájával együtt elektromosan vezetőként mozog ebben a térben és a Jupiter és az Io között elektromos áram folyik, lényegében ez az áram táplálja a dekaméteres rádióhullámok keletkezését. Az áram erőssége a millió amperes nagyságrendben van.

## Légkör
Az Io 120 km magasságig érő atmoszférája nagyon ritka, főleg kén-dioxidból és más gázokból áll. Ionoszférája 700 km magasságig ér, amely kén-, oxigén-, és nátriumionokból áll.

## Felfedezése űrszondákkal

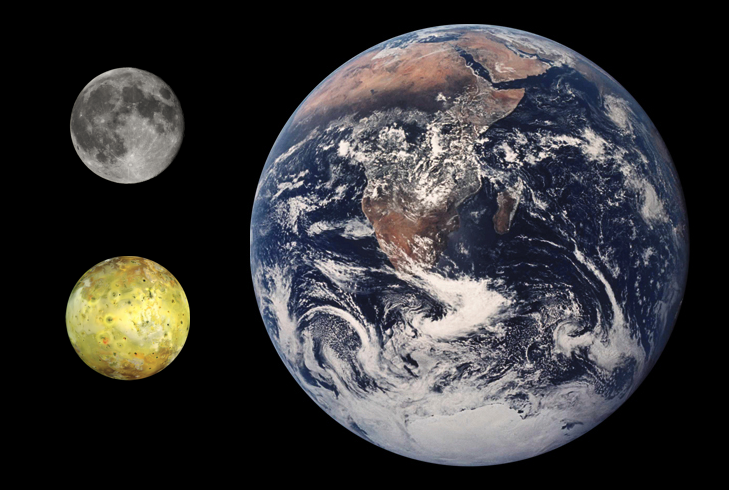
A Hold, a Föld és az Io (baloldalt alul) méreteinek összehasonlítása

Feltárása 1973-ban és 1974-ben kezdődött, amikor a Pioneer–10 és a Pioneer–11 elhaladt mellette. Első alkalommal a Voyager–1 és a Voyager–2 figyelte meg pontosan a holdat 1979-ben. A legtöbb információnk a Galileo űrszondától származik, amely 1995-ben érte el a Jupitert, a következő nyolc évben pedig többször is elhaladt az Io mellett.
A 2020-ra javasolt Europa Jupiter System Mission (amelyet a NASA és az Európai Űrügynökség közösen szervez) keretében sor kerülhet az Io forradalmi mélységű kutatására is.